# Itália nos Jogos Olímpicos de Verão de 1960
A Itália foi o país-sede dos Jogos Olímpicos de Verão de 1960 em Roma.